# 装甲车

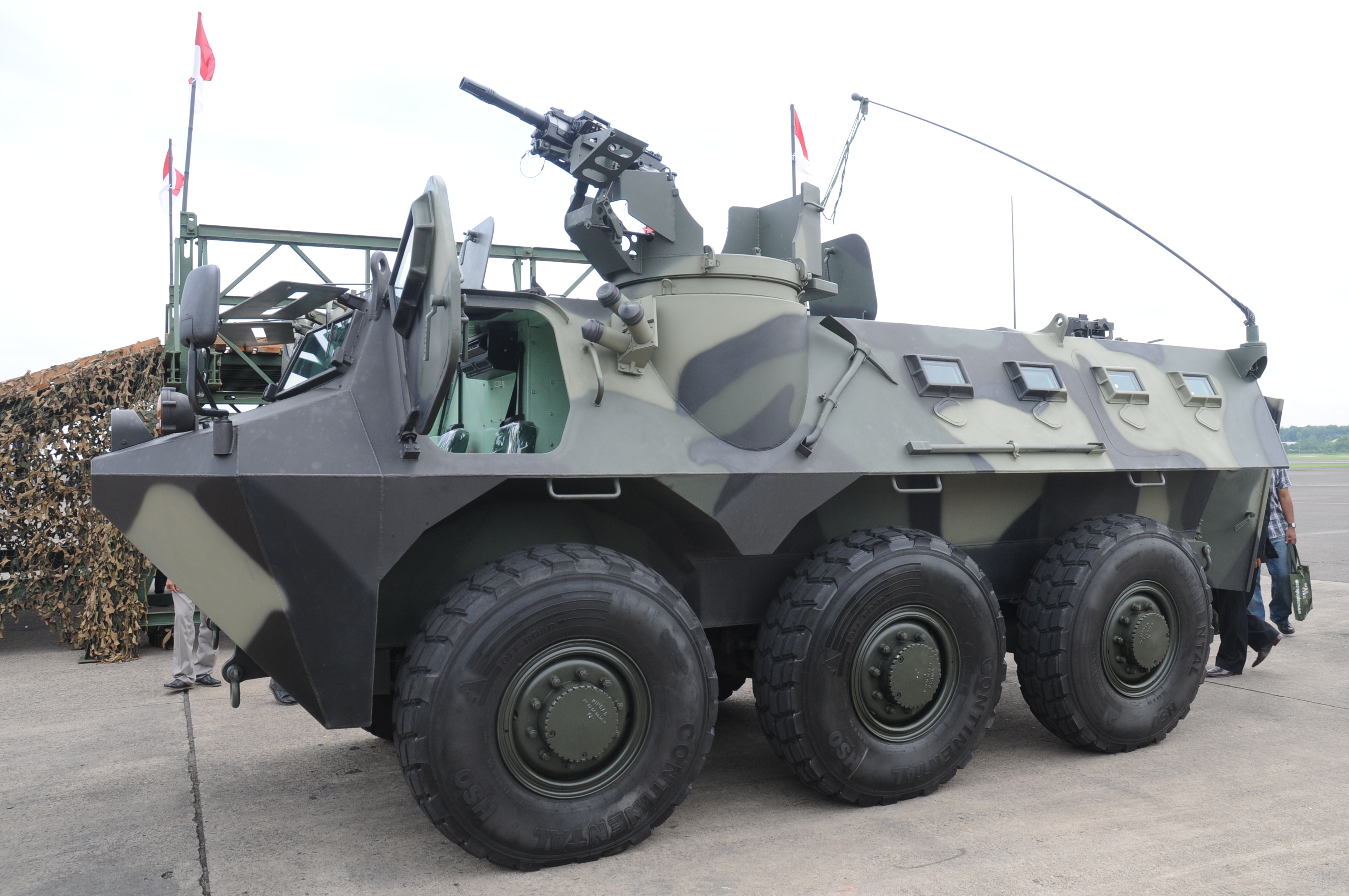
印尼Pindad Panser Anoa裝甲車

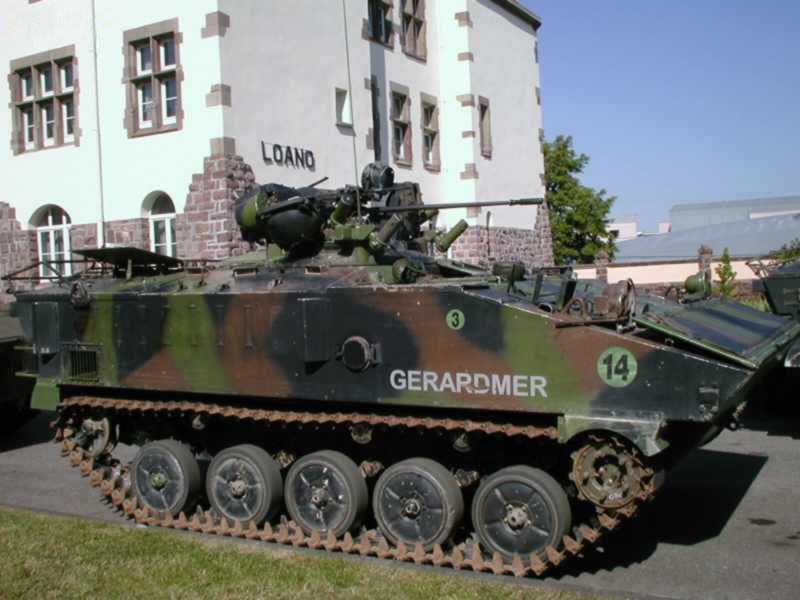
法國AMX-10P裝甲車

裝甲車輛（英語：Armored car, AC），是具有裝甲防護的各種車輛的統稱。坦克和自走炮也是廣義的重型裝甲車輛，但是在習慣上通常因作戰用途另外獨立分類，而裝甲車輛多半是指防護力與火力較坦克弱的車種，而自行炮在原則上不一定要有装甲。裝甲車的特性為具有高度的越野機動性能，有一定的防護和火力，分為履帶式和輪式兩種。一般軍用裝甲車會裝備一至三門中小口徑火炮及數挺機槍，一些還裝有反坦克導彈，結構以裝甲車體、武器系統、動力裝置等組成。為了增強防護和方便成員下車戰鬥。
大多數軍用裝甲車輛可以在水上行駛，可以執行運輸、偵察、指揮、救護、伴隨、支援坦克及步兵作戰等多種任務，還有執行專門任務的裝甲車輛，如裝甲回收車、裝甲指揮車、裝甲掃雷車、裝甲架橋車等。在警用領域多用於鎮壓暴亂等問題。

## 軍用裝甲車分類

### 步兵战车

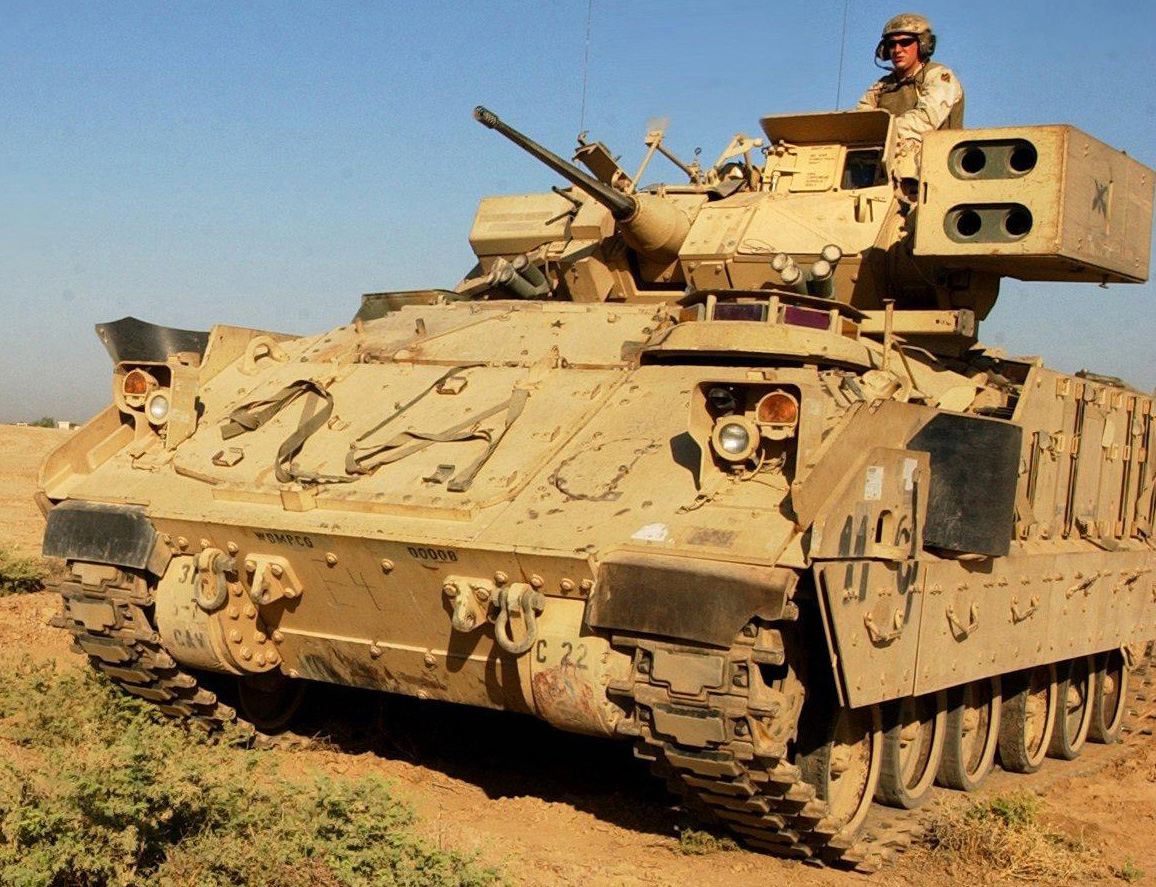
美國M2布雷德利步兵坦克

步兵战车和裝甲運兵車作用相近，都是運送步兵機動作戰用的裝甲車輛，兩者不同的地方是步兵坦克的防護力較好，火力較大，能夠讓步兵乘車作戰，本身也能夠伴隨下車作戰的步兵，提供火力支援速度較好，裝甲運兵車則更接近於有裝甲的運輸車輛。

### 裝甲運兵車

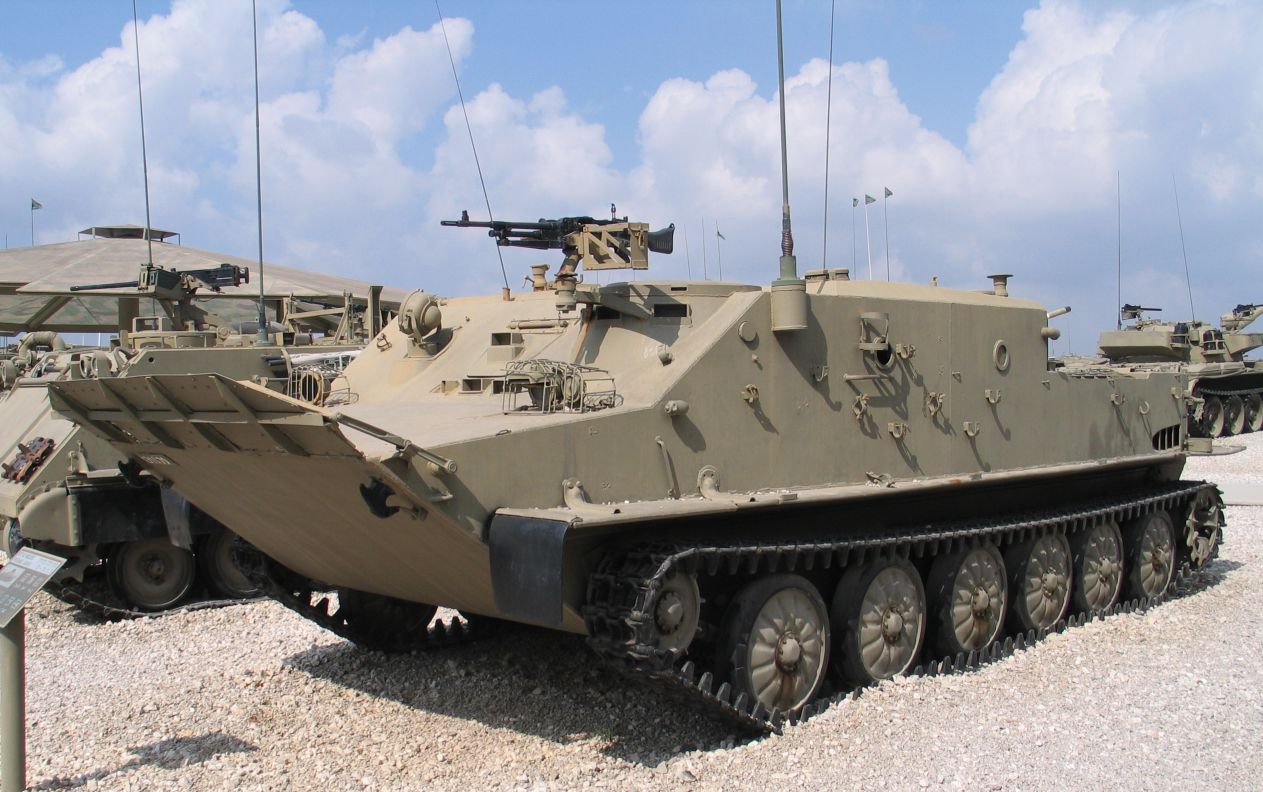
蘇聯BTR-50裝甲運兵車

裝甲運兵車為在戰場上輸送步兵的裝甲車輛，一般具有高速、較低的防護力和戰鬥力等特點。裝甲輸送車除了可以運輸步兵外，還可以運輸物資或補給品，暫時充當裝甲補給車。

### 裝甲偵察車

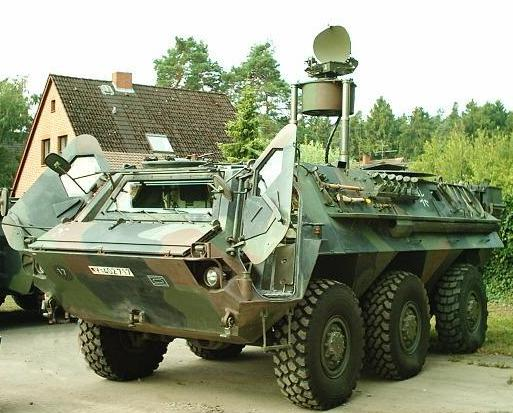
德國TPz1雷達裝甲偵查車

裝甲偵察車指裝有偵察設備的裝甲車輛，速度較快但裝甲比其它裝甲車輛要薄，多用於戰場偵察，一般可分為輪式和履帶式兩種。較著名的裝甲偵察車，有德國的狐式輕型裝甲偵察車、山貓裝甲偵察車，法國的VBC-90突擊炮等等。

### 裝甲指揮車

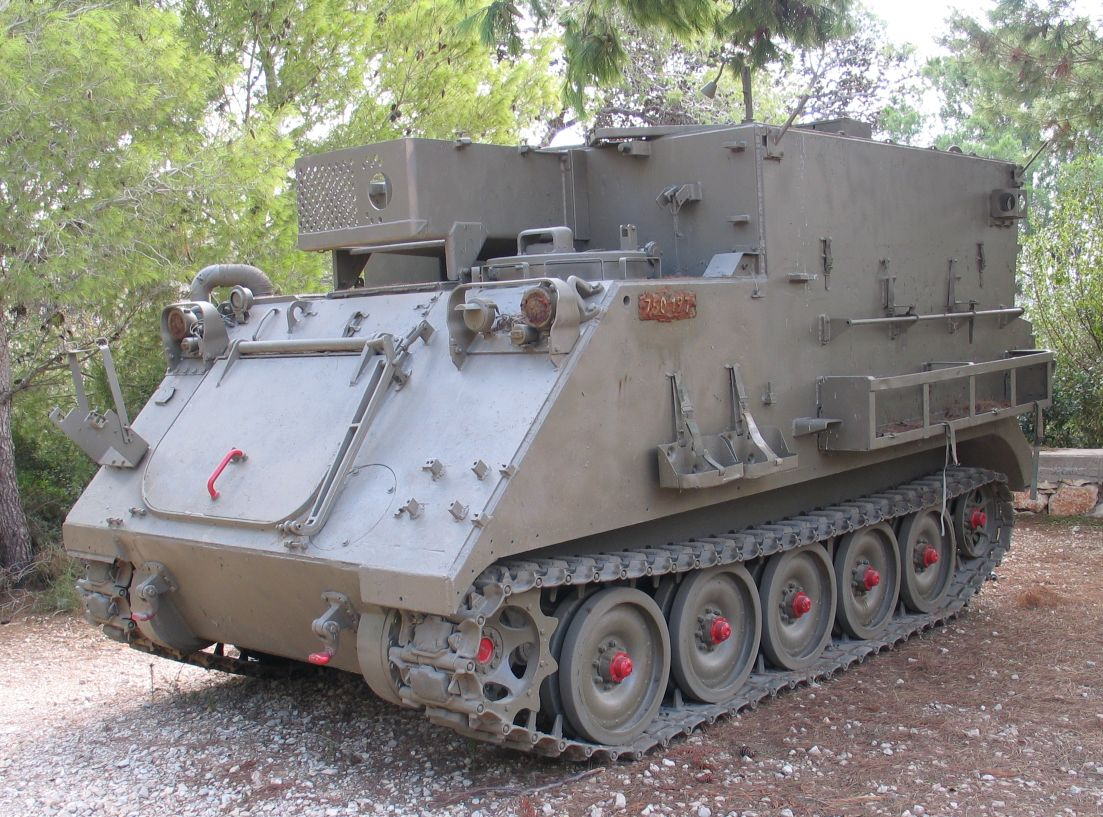
美國M577裝甲指揮車，採用M113的車體

裝甲指揮車是具有裝甲保護的移動指揮站，提供指揮官與支援的參謀和其他人員協調部隊的相關事宜。裝甲指揮車是早期以卡車或者是拖車為基礎的移動指揮所衍生出來的架構，用意在於提供指揮單位快速移動，持續掌握情勢與下達命令命且提供一些保護。大部分的裝甲指揮車是從裝甲運兵車改裝而成，擴大內部的空間以容納額外的人員，通訊器材與其他設備。在到達預定指揮地點之後，部分裝甲指揮車還有另外設置的頂蓬可以伸出車外，進一步的擴大人員使用的空間。

### 裝甲通信車
裝甲通信車是指裝有通信設備的裝甲車輛，常見的設計有兩種型態，一種是將通信裝備與裝甲指揮車合併在一起，因此並非單純的通信車輛。另外一種是做為地面通信的活動中轉站，以延伸無線電通信的有效距離，或者是克服地形對通信的遮蔽效應，強化地面單位之間的聯絡與資訊交換。
目前各國陸軍很少裝備單純的裝甲通信車，不過有不少國家配備由一般運輸車輛改裝的通信車輛來支援地面部隊的通信需求。

### 裝甲救護車

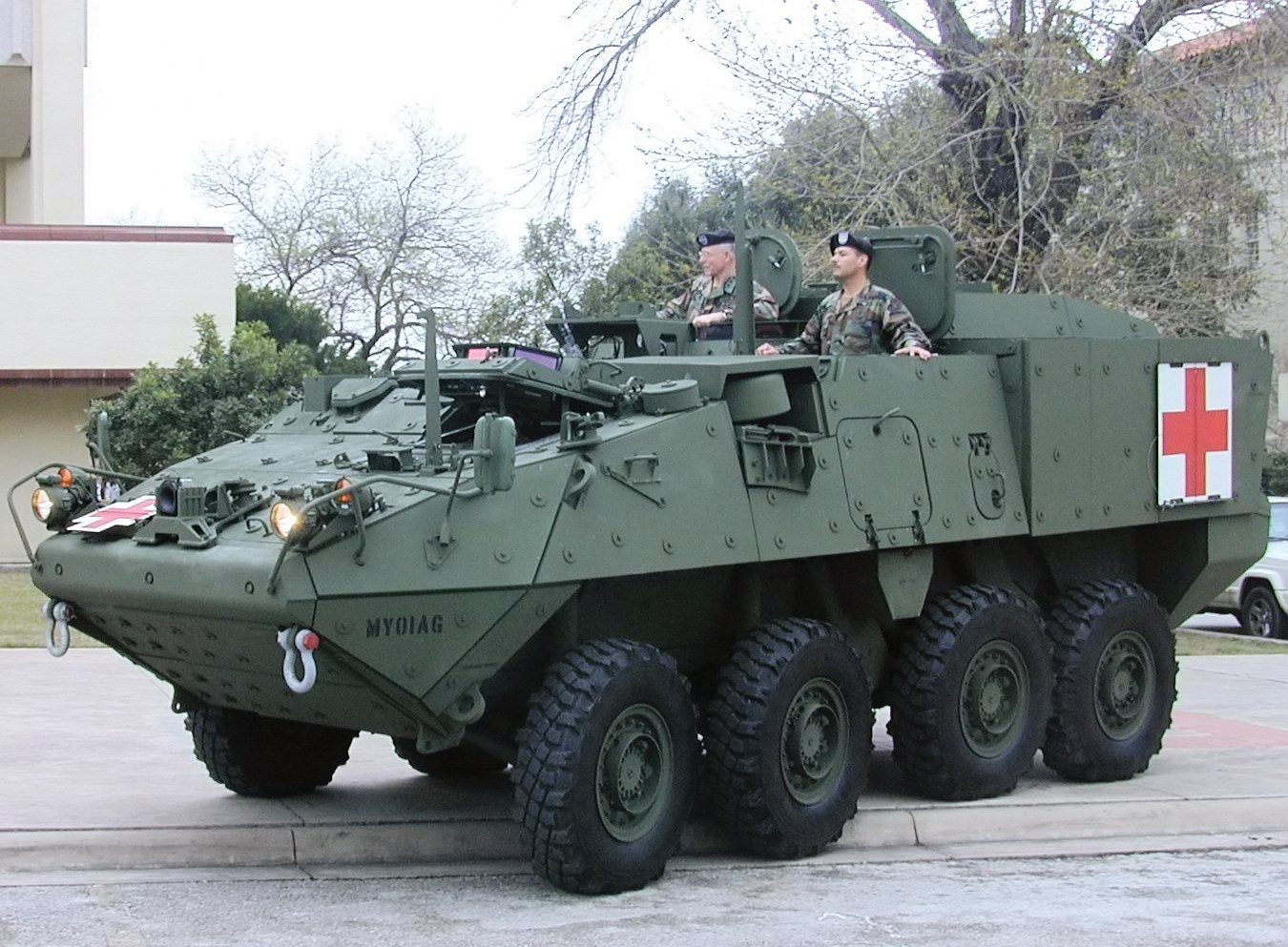
美國M1133野戰急救車

裝甲救護車，指在戰場環境下實行人員救護的裝甲車輛，一般只裝備一至兩挺機槍作為自衛武器，防護力亦很弱。主要用於搶救人員，並將重傷員運送至後方。

### 裝甲掃雷車

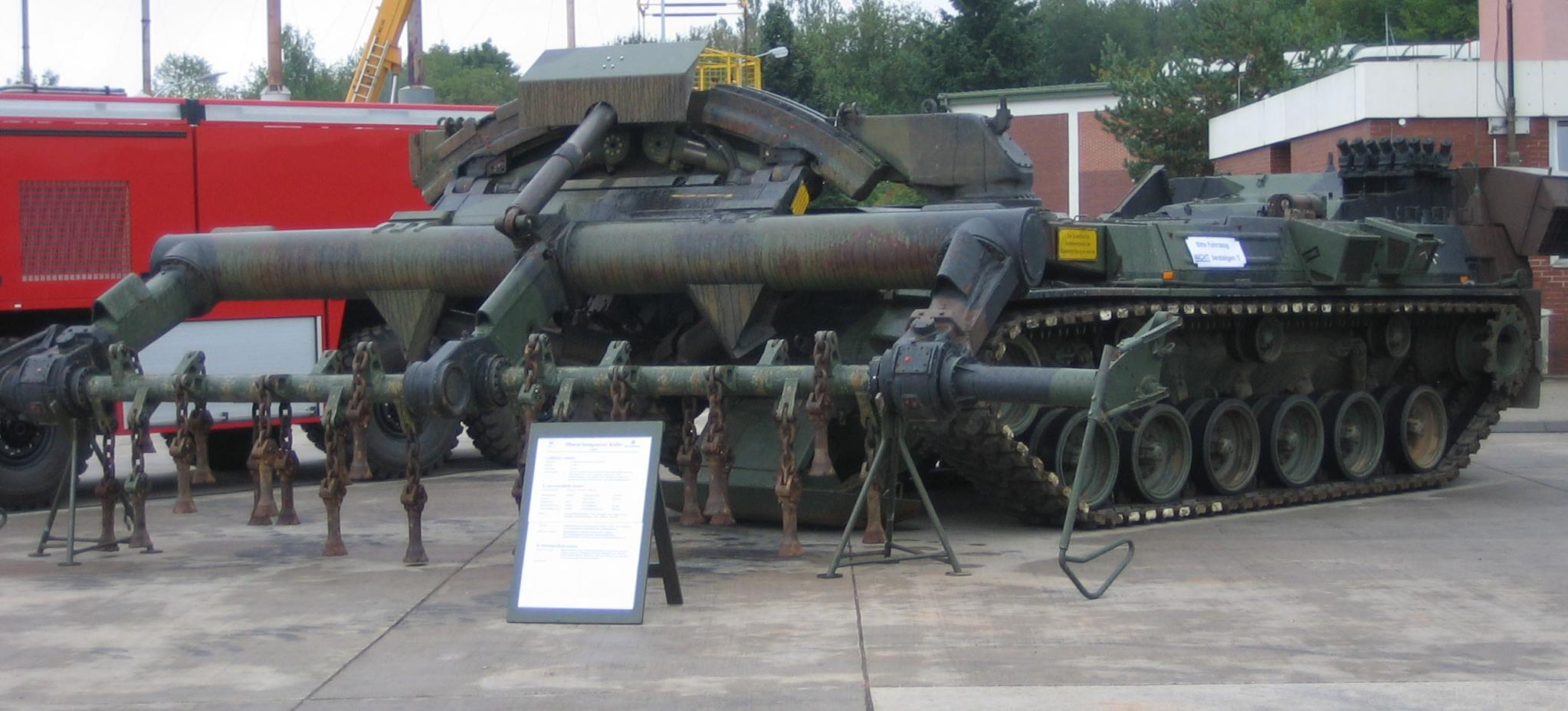
德國國防軍的KEILER裝甲掃雷車

裝甲掃雷車特指裝有清除地雷裝置的裝甲車輛，以協助地面部隊擴速通過地雷區。裝甲掃雷車可以是專門設計用來清除地雷，或者是將清除工具附加在一般用途的坦 克底盤上，無論是車輪或是履帶型態的掃雷車都可見於不同國家的部隊當中。
裝甲掃雷車並非用於清除整個被發現的地雷區，而是將地雷區清理出一至數條的安全通道，提供地面部隊人員和車輛安全通過。排除的地雷可能在過程中加以引爆，或者是移動到安全的地方之後另外加以處理。由於清理的過程當中，掃雷車可能碰觸或者是引爆其他尚未發現的地雷或者是爆裂物，車輛本身對於底盤和車輛底部的保護需要特別加強，以免被地雷或者是爆裂物癱瘓而無法完成清除的任務。

### 裝甲架橋車

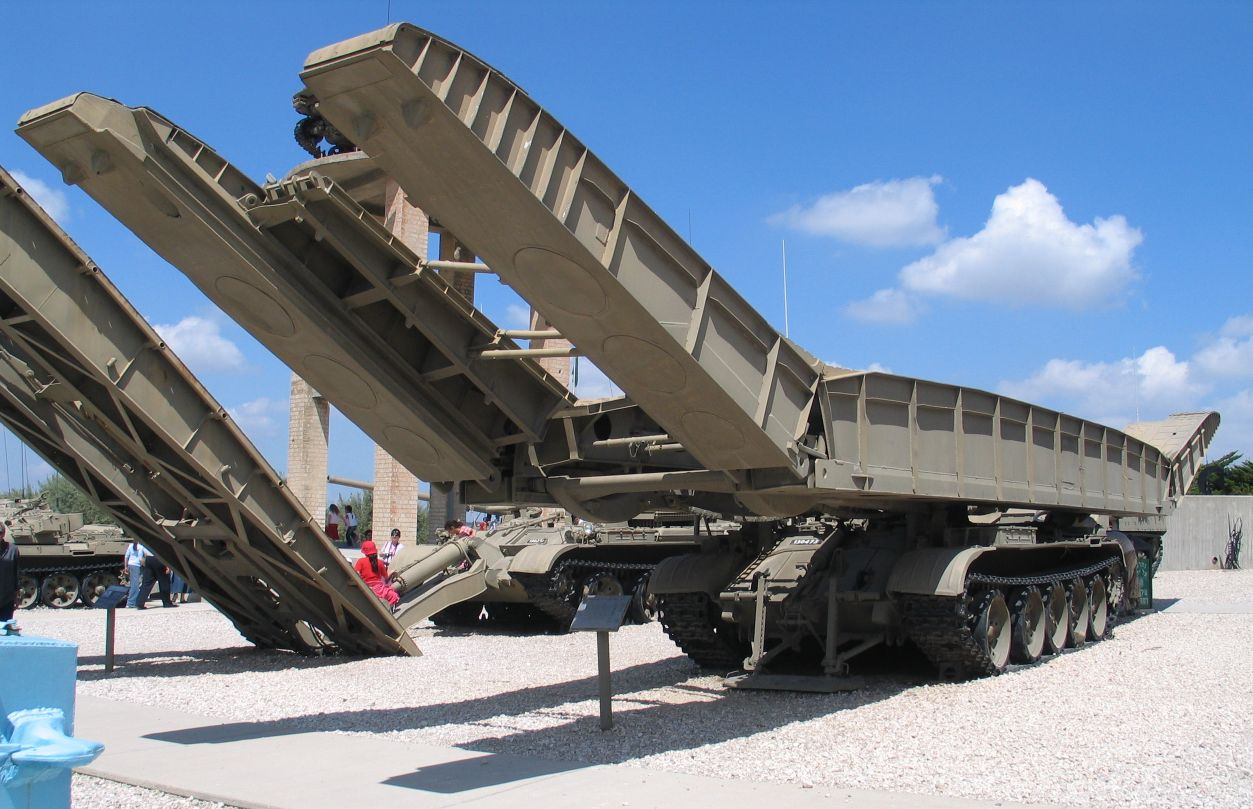
以色列的MTU-20裝甲架橋車，使用蘇聯的T-55坦克底盤。

裝甲架橋車指裝有車橋及其架設、撤收裝置的裝甲車輛，主要用於快速架設橋樑，令部隊迅速通過河流，普遍裝備於工兵部隊。裝甲架橋車可由一般坦克或自走炮底盤改裝而成，部份會保留機槍作防衛用途。

### 装甲抢救车
裝甲救濟車或稱裝甲搶救車，是指在戰場上救濟及修理被破壞或失去動力的裝甲車輛的車輛。或稱裝甲搶救車，是指在戰場上救濟及修理被破壞或失去動力的裝甲車輛的車輛。

## 二戰後各國軍用輪型裝甲車列表
步兵坦克和裝甲運兵車： 

#### 歐洲
- 法國 - VAB裝甲車、VBC-90突擊炮
- 義大利 - 半人馬裝甲車
- 瑞士 - 食人魚裝甲車
- 乌克兰 - BTR-3、BTR-4
- 芬兰 - 帕西裝甲車（英语：Sisu Pasi）、AMV裝甲車

#### 亞洲
- 中華民國 - CM-31裝甲車、雲豹裝甲車
- 中华人民共和国 - ZTL-11裝甲突擊車、ZSL-92裝甲輸送車
- 新加坡 - AV-81裝甲車
- 日本-96式裝甲運兵車、16式機動戰鬥車

#### 美洲
- 美国 - 史崔克裝甲車
- 加拿大 - LAV-3裝甲車
- 巴西 - EE-11裝甲車、VBTP-MR裝甲車

## 警用裝甲車

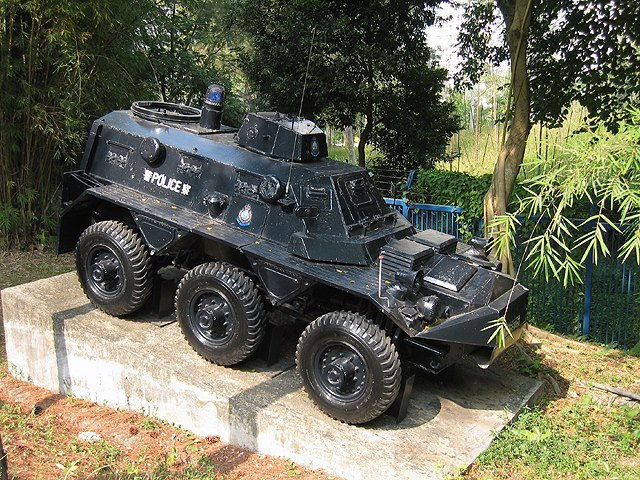
殖民地時期皇家香港警察隊的撒拉森裝甲車

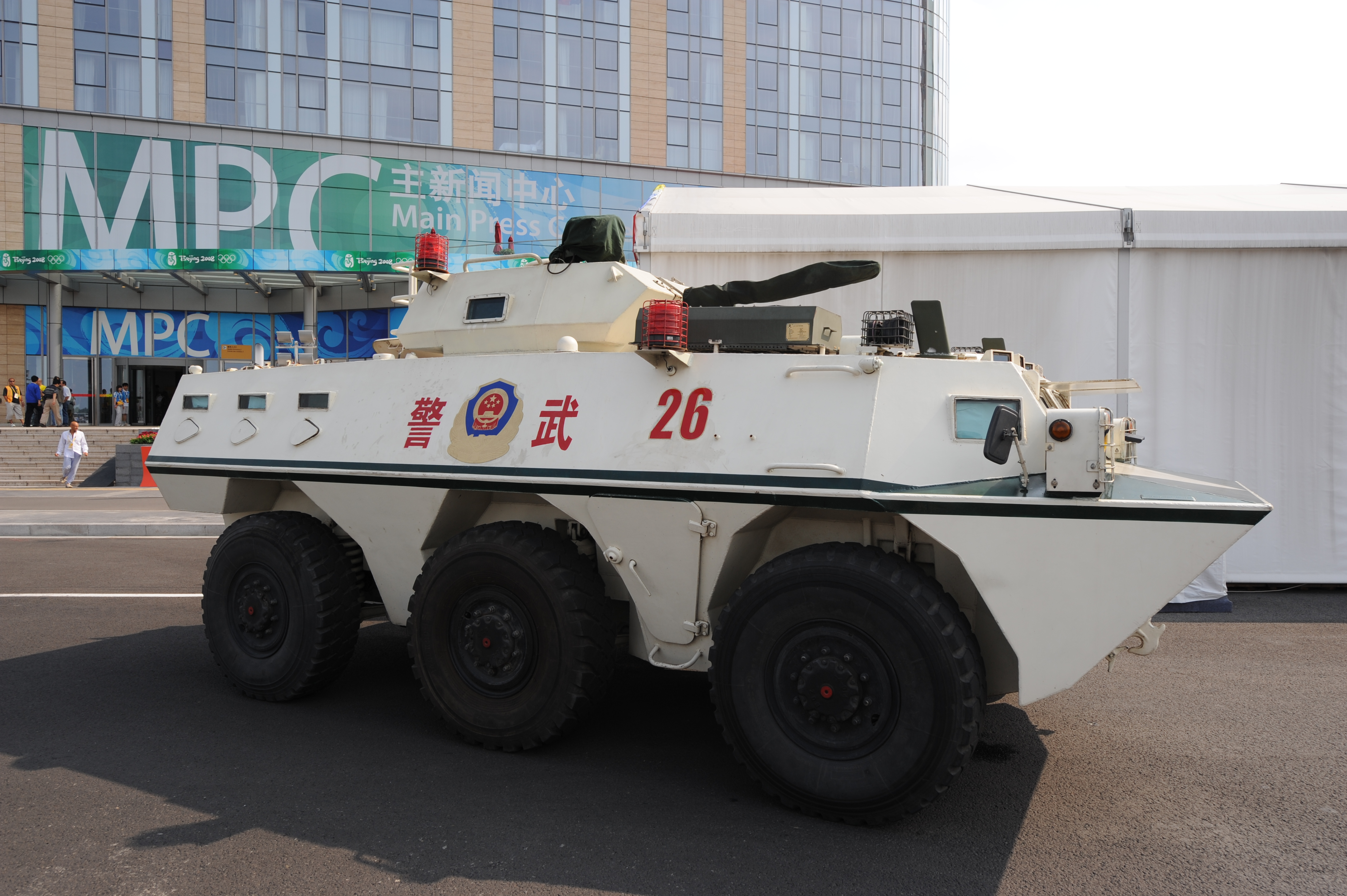
武警六輪甲車

當示威活動和抗爭會轉變成失控的暴亂或群眾暴力時，警方有時會出動警用裝甲車控制場面。一般具有水炮功能，而車窗經特別製造，不易打碎。各地警方大多都有裝甲車，以防範暴亂發生。

## 民用裝甲車
保安公司常用，用來運載現金或其他貴重物品，又稱「解款車」或「運鈔車」。另外政要及富豪也會使用經過改裝、具有防彈甚至抗炸能力的汽車。

## 各國八輪裝甲車比較
| 名稱                | 生產國         | 車體 | 全長    | 全寬    | 全高    | 重量                                  | 最高速度                        | 乘員數                 | 武装 |
| ------------------- | -------------- | ---- | ------- | ------- | ------- | ------------------------------------- | ------------------------------- | ---------------------- | --- |
| CM-32/ 33雲豹裝甲車 | 中華民國       |      | 7 m     | 2.7 m   | 2.3 m   | 22 噸                                 | 105 km/h                        | 車員3 人 步兵 6-7人    | T112 105毫米滑膛炮 12.7毫米遙控機槍塔 T74V 7.62毫米同軸機槍 或Mk 44 30毫米機炮 T74 7.62毫米排用機槍×2 或TS-96遙控武器站： (T91 40毫米自動榴彈發射器 T74V 7.62毫米排用機槍) T85 66毫米4聯裝煙霧彈發射器×4 |
| ZBL-08步兵戰車      | 中华人民共和国 |      | 8 m     | 3 m     | 2.1 m   | 21 噸                                 | 100 km/h                        | 車員3 人 歩兵 7人      | 105毫米滑膛炮 或122毫米榴彈炮 或30毫米ZPT-99機炮 7.62毫米80式同軸機槍 改進型紅箭-73C反戰車飛彈 |
| BTR-90              | 俄羅斯         |      | 7.64 m  | 3.20 m  | 2.98 m  | 20.9 噸                               | 100 km/h（陸上） 9 km/h（水上） | 車員3 人 歩兵 7人      | 巴赫斯-U遙控武器站： (30毫米2A42機炮 或100毫米2A70線膛炮 30毫米AGS-17自動榴彈發射器 12.7毫米Kord重機槍 7.62毫米PKT同軸機槍 或30毫米2A72同軸機炮 AT-5拱肩反戰車飛彈 66毫米3聯裝煙霧彈發射器×2) |
| 迴旋鏢裝甲運兵車    | 俄羅斯         |      | 8.805 m | 3.187 m | 3.185 m | 34 噸                                 | 100 km/h                        | 車員3 人 歩兵 7-8人    | 12.7毫米Kord重機槍 或「迴旋鏢」-BM遙控炮塔： (2A42 30毫米機炮 AT-14守寶妖精反戰車飛彈 7.62毫米PKT同軸機槍) 或AU-220M貝加爾湖遙控武器站： (57毫米BM-57加農炮 7.62毫米PK通用機槍×2) 或125毫米2A45滑膛炮 AT-11狙擊手A/B反戰車飛彈 7.62毫米PK通用機槍×2 或9K333柳樹便攜式防空飛彈 或120毫米2S12 Sani迫擊炮 7.62毫米PK通用機槍                                                               |
| VBCI裝步戰車        | 法國           |      | 7.6 m   | 2.98 m  | 3 m     | 25.6 噸                               | 100 km/h                        | 車員3 人 歩兵 9人      | 25毫米M811機炮 7.62毫米NF1同軸機槍 |
| 拳師裝甲車          | 德国           |      | 7.93 m  | 2.99 m  | 2.37 m  | 24公噸 （標準型） 36.5公噸 （戰鬥型） | 103 km/h                        | 車員3 人 歩兵 8人      | 35毫米歐瑞康35/1000轉輪式機炮 或FLW遙控武器站： (12.7毫米白朗寧M2重機槍 或7.62毫米MG3通用機槍 或20毫米Mk 20 Rh-202機炮 或40毫米HK GMG自動榴彈發射器 66毫米3聯裝煙霧彈發射器×2) |
| LAV-25裝甲車        | 加拿大         |      | 6.39 m  | 2.5 m   | 2.69 m  | 12.8 噸                               | 100 km/h                        | 車員3 人 步兵 4人      | 25毫米M242機炮 或BGM-71拖式飛彈×16 或81毫米M252迫擊炮 7.62毫米M240通用機槍×1/×2 或25毫米GAU-12平衡者機炮 FIM-92刺針便攜式防空飛彈×16 66毫米M6 4聯裝煙霧彈發射器×2 |
| 史崔克裝甲車        | 美国           |      | 6.95 m  | 2.72 m  | 2.64 m  | 16.47 噸                              | 100 km/h                        | 車員2 人 歩兵 9人      | 105毫米M68A1E4/A2滑膛炮 或120毫米M121迫擊炮 或81毫米M252迫擊炮 或防禦者M151遙控武器站： (12.7毫米白朗寧M2重機槍 或7.62毫米M240通用機槍 或40毫米Mk 19自動榴彈發射器 66毫米M6 4聯裝煙霧彈發射器×4) 或BGM-71拖式飛彈 12.7毫米M2重機槍 7.62毫米M240通用機槍 或60毫米M224迫擊炮 或81毫米M252迫擊炮 或30毫米Mk 44巨蝮二式鏈炮 M240C7.62毫米同軸機槍                                           |
| 半人馬裝甲車        | 義大利         |      | 7.85 m  | 2.94 m  | 2.94 m  | 25 噸                                 | 110 km/h                        | 車員4 人 歩兵 8人      | 105毫米52倍徑線膛炮 或120毫米45倍徑滑膛炮 或KBA 25毫米機炮 拉斐爾長釘反戰車飛彈 MG3通用機槍×2 80毫米4聯裝煙霧彈發射器×2 |
| AMV裝甲車           | 芬兰           |      | 7.7 m   | 2.8 m   | 2.3 m   | 16-26 噸                              | 100 km/h                        | 車員2-3 人 歩兵 8-12人 | M68A1 105毫米滑膛炮 或AMOS 120毫米迫擊炮 或防禦者M151遙控武器站： (白朗寧M2 12.7毫米重機槍 或HK GMG 40毫米自動榴彈發射器 M6 66毫米4聯裝煙霧彈發射器×4) |
| KTO狼獾             | 波蘭           |      | 7.7 m   | 2.8 m   | 2.3 m   | 22 噸                                 | 100 km/h                        | 車員3 人 歩兵 8人      | 120毫米M120K Rak後膛裝填式迫擊炮 或拉斐爾長釘-LR反戰車飛彈 或重拳砲塔： （30毫米Mk 44巨蝮二式鏈炮 7.62毫米UKM-2000C同軸機槍 902A ZM Dezamet 81毫米6聯裝煙霧彈發射器） 或ZSSW-30遙控武器系統：（30毫米Mk 44巨蝮二式鏈炮 7.62毫米UKM-2000C同軸機槍 拉斐爾長釘-LR反戰車飛彈×2 GAk-81 81毫米4聯裝煙霧彈發射器×2） 或Hitrole遙控武器站： （12.7毫米WKM-B重機槍 或40毫米Mk 19自動榴彈發射器） |
| 潘德2型裝甲車       | 奥地利         |      | 7.02 m  | 2.67 m  | 1.85 m  | 22 噸                                 | 105 km/h                        | 車員2 人 歩兵 12人     | 105毫米M68A1戰車炮 或81毫米M252迫擊炮 或拉斐爾參孫遙控武器站： (30毫米Mk 44機炮 或12.7毫米白朗寧M2重機槍 拉斐爾長釘-LR反戰車飛彈 各種機槍 66毫米3聯裝煙霧彈發射器×2) |
| 96式裝甲運兵車      | 日本           |      | 6.84 m  | 2.48 m  | 1.85 m  | 14.5 噸                               | 100 km/h                        | 車員2 人 歩兵 8人      | 白朗寧M2 12.7毫米重機槍 或豐和96式40毫米自動榴彈發射器 |
| 泰瑞克斯裝甲車      | 新加坡         |      | 7 m     | 2.7 m   | 2.1 m   | 25 噸                                 | 110 km/h                        | 車員2 人 歩兵 12人     | RWS遙控武器平台： (40mmCIS 40 AGL自動榴彈發射器 7.62mmM240C同軸機槍 66mmCIS SGL 3聯裝煙霧彈發射器×2) |
| BTR-3               | 乌克兰         |      | 7.65 m  | 2.9 m   | 2.9 m   | 16.4噸                                | 85 km/h                         | 車員3 人 歩兵 6人      | 暴风遥控武器系统： (30mmZTM-1機炮 30mmKBA-117自動榴彈發射器 7.62mmKT同軸機槍 R-2障碍反坦克导弹 81mm3聯裝AEK-902雲式煙霧彈發射器×2) |
| BTR-4               | 乌克兰         |      | 7.76 m  | 2.93 m  | 3.20 m  | 19.8噸                                | 110 km/h                        | 車員3 人 歩兵 8人      | 暴风遥控武器系统： (30mmZTM-1機炮 30mmKBA-117自動榴彈發射器 7.62mmKT同軸機槍 R-2障碍反坦克导弹 81mm3聯裝AEK-902雲式煙霧彈發射器×2) |

1. ↑  加上頂部瞄準器